# Régis de Chantelauze
François-Régis de Chantelauze, född den 23 mars 1821 i Montbrison, Loire, död den 3 januari 1888 i Paris, var en fransk historiker. 
Av hans skrifter, varav flera blev belönade av Franska akademien, kan framhävas: Marie Stuart, son procès et son exécution (1876), Le cardinal de Retz et l’affaire du chapeau (1878), Le cardinal de Retz et ses missions diplomatiques à Rome (1879) och Louis XVII (1884, med ett supplement 1887).